# Расставания
«Расставания» — советский фильм 1984 года режиссёра Гавриила Егиазарова.

## Сюжет
Под Новый год шофёр Роберт Голдаев с напарником Венькой перегоняют КамАЗ на далёкую стройку ГЭС…

Это трагическая история шофера Галдаева, человека противоречивого, непростого. Что-то неверно понимает он в жизни, боится каких-либо обязательств, видит в них лишь посягательство на свою свободу, предает любимого человека — и очень дорогой ценой платит за свои ошибки. Работа над этим фильмом проходила трудно, не сразу сложился для меня образ моего шофера — но тем было и интереснее.
— исполнитель главной роли Армен Джигарханян

## В ролях
В главных ролях:
- Армен Джигарханян — Роберт Петрович Голдаев
- Фёдор Сухов — Вениамин Черепанов
- Светлана Рябова — Вера

В остальных ролях:
- Виктор Филиппов — Степан Егорович Федоткин, начальник автобазы
- Владимир Самойлов — Никита Гудилин, шофёр
- Валерий Афанасьев — Борис Шутиков, шофёр
- Алексей Панькин — Репьев, шофёр
- Сократ Абдукадыров — Кадыркулов, шофёр
- Анатолий Игонин — Гладышев, шофёр
- Джемал Ниорадзе — Резо Чиладзе, шофёр
- Николай Бармин — прораб на строительстве ГЭС
- Юрий Саранцев — Гуров, начальник строительства Воропаевской ГЭС
- Лев Поляков — Андрей Иванович, министр
- Сергей Векслер — Роберт Галдаев в молодости
- Мария Зубарева — Галя, невеста Роберта
- Евгения Уралова — мать Роберта
- Борис Токарев — Виктор, брат Веры
- Светлана Швайко — соседка
- Татьяна Егорова — эпизод
- Людмила Гладунко — эпизод

## Критика
Людмила Белова подробно проанализировала фильм в газете «Советская культура». Она отмечала, что герои фильма относятся к происходящему, как к «досадной неизбежности». Критик считала, что использованный в фильме приём производства в качестве фона для личных отношений персонажей «ни плох, ни хорош сам по себе». В то же время, Белова писала: «А. Джигарханян заявляет незаурядность фигуры своего героя — в уверенности, с которой ступает по земле, внезапном блеске глаз и улыбке, освещающей обычно суровое лицо. Обаяния, столь присущего А. Джигарханяну, герой его не лишён».
Критик журнала «Советский экран» Елена Плахова писала, что если в первом рассказе о рейсе автоколонны до Воропаевской ГЭС зрителю предельно ясны мотивы поступков героев фильма, то во втором рассказе о пути Голдаева к самому себе внутренний конфликт «менее выверен и отшлифован». По её мнению, герой Роберт Голдаев в исполнении Армена Джигарханяна, настолько «сложившаяся личность», что его перерождение выглядит «чересчур уж поспешным». В завершении своей статьи она отметила: «Голдаев не дошёл до Корсукара. Замёрз в степи. Не состоялась его встреча ни с верой, ни с самим собой — каким он мог бы стать. […] Думается, что такой финал эффектен, но необязателен: возмездие приходит тут по воле слепого случая».
Киновед Валентина Иванова критически отнеслась к фильму, указывая, что «изобретённый в кабинете драматурга сюжет» далёк от реальной проблематики:

Вся дорога героя должна предстать перед нами, по замыслу авторов, как своего рода путь очищения и нравственного преображения, убедить зрителя в том, что себялюбие и эгоизм, при внешней широте натуры, неизбежно заводят человека, какой бы сильной личностью он ни был, в тупик. … Но если бы так все просто разрешалось в той реальной действительности, к сложности которой захотели прикоснуться авторы фильма! … А что же мы видим на экране? Видим лишь искренние усилия передать сюжетный ход событий — вот так случилось, так бывало, и такие машины, и такие мосты. Видим, наконец, отчаянную борьбу Армена Джигарханяна за своего героя и со своим героем, он и здесь, в этой модели человека решительного, но бесконечно слабого в нравственном, духовном смысле, стремится найти живые краски. Но какое возникает мельтешение, какая неправдоподобная суета на экране!

## Песни
В фильме звучат песни на стихи Игоря Шаферана.